# Комитет государственного контроля Республики Беларусь
Комитет государственного контроля Республики Беларусь (КГК РБ, бел. Камітэт дзяржаўнага кантролю Рэспублікі Беларусь) — орган, уполномоченный осуществлять государственный контроль за исполнением республиканского бюджета, использованием государственного имущества, исполнением актов Президента, Национального собрания, Правительства и других государственных органов, регулирующих государственную собственность, экономические, финансовые и налоговые отношения. Комитет формируется Президентом Республики Беларусь, его Председатель также назначается президентом. Штаб-квартира находится в Минске.

## История
Комитет государственного контроля был образован Указом Президента Республики Беларусь от 5 декабря 1996 № 510 путём преобразования Службы контроля Президента Республики Беларусь и упразднения Контрольной палаты Республики Беларусь.
В состав КГК входит Департамент финансовых расследований (ДФР).
Некоторые руководители и другие сотрудники КГК, в том числе из ДФР, попали под санкции Европейского союза в 2020—2023 годах. В августе 2023 года ДФР и его руководство попали под санкции США..

### ДФР КГК РБ
Деятельность департамента финансовых расследований КГК РБ:
- Дело «Борисовдрева»: ущерб не доказан, директор предприятия освобождён по амнистии в том же году[8];
- Дело Минского мотовелозавода: национализация предприятия, Александр Муравьёв получил 11 лет лишения свободы[8];
- Дело «Fenox»: осуждён один из сотрудников[8];
- Дело менеджеров Белгазпромбанка[бел.]: в «Белгазпромбанке» введено внешнее управление[8].
- Дела, связанные с BYSOL и другими протестными фондами[9][10][11].

## Задачи
В соответствии с Положением о Комитете государственного контроля Республики Беларусь, Комитет государственного контроля решает следующие задачи:
- защита экономических интересов государства от противоправных посягательств, обеспечение экономической безопасности Республики Беларусь;
- проверка исполнения поручений Президента, контроль за исполнением которых возложена на Комитет;
- контроль за эффективным и рациональным использованием бюджетных средств и государственного имущества организациями и индивидуальными предпринимателями;
- контроль за исполнением постановлений Президента, Национального Собрания и Правительства о государственной собственности, экономических отношениях, деньгах и налогах;
- выявление крупных экономических и имущественных правонарушений;
- выявление неиспользованных резервов повышения эффективности хозяйственной деятельности, развития реального сектора экономики;
- предупреждение, выявление и пресечение экономических правонарушений;
- предотвращение отмывания денег и расходов на терроризм;
- ведение административных дел.
- выполнение иных задач в соответствии с законами и решениями Президента Республики Беларусь.

## Полномочия
Комитет имеет следующие полномочия:
- запрос и срочное получение информации от учреждений и граждан;
- запрос и получение от Национального банка, коммерческих банков и иных кредитных организаций бухгалтерской и статистической отчётности, информации о банковских операциях, состоянии и начислении счетов, вкладов и справок и копий документов о расчетах учреждений и граждан;
- бесплатное использование данных учреждений;
- запрос и срочное получение объяснений и документов от руководителей учреждений и граждан при проверках;
- привлечение к проверкам представителей правоохранительных и контролирующих органов и специалистов;
- выдача указаний учреждениям и гражданам о:
  - уплата налогов и сборов,
  - возврат полученных или использованных государственных средств,
  - прекращение бюджетных расходов,
  - исправление выявленных нарушений,
  - расторжение договоров аренды и недопущение приватизации государственного имущества,
  - прекращение строительства без одобрения правительства,
  - запрет продажи товаров при нарушении порядка учёта выручки, расходования денежных средств, выдачи сумм по отчёту, торговли без разрешения,
  - запрещение производства и отзыва товаров, опасных для здоровья и имущества граждан или окружающей среды,
  - запрет продажи товаров после истечения срока их годности и хранения,
  - подсчёт денег и товаров с нарушением правил торговли,
  - закрытие учреждений, нарушивших правила торговли не реже двух раз в год,
  - запрет учреждениям и гражданам использовать средства измерений, не соответствующие законодательству о единстве измерений,
  - арест денег, товаров и иного имущества учреждений и граждан за неуплату налогов и сборов;
- направление данных проверок на рассмотрение в учреждения и индивидуальных предпринимателей;
- направление в Минфин предписания о приостановлении выдачи средств нарушителю бюджетного законодательства;
- направление для исполнения в налоговые органы решений о взыскании налогов и сборов;
- ведение административных дел;
- подготовка документов об освобождении юридических лиц и индивидуальных предпринимателей от административной ответственности;
- участие в проверке информации о кандидатах на должности в госорганах, проверке справок о доходах и имуществе;
- запрос из налоговых органов справок о доходах и имуществе;
- составление выводов о соответствии государственных служащих занимаемой должности;
- внесение в государственные органы предложений о привлечении своих сотрудников к ответственности за правонарушение;
- передача информации о хищениях и уничтожении государственного имущества ответственным государственным органам;
- внесение предложений в учреждения об отмене решений, противоречащих закону;
- уведомление Президента о неисполнении поручений, содержащихся в его постановлениях;
- обращение в суд с иском о прекращении бухгалтерского учёта, взыскании доходов и банкротстве предприятия;
- подача повестки в суд для защиты интересов государственных органов.

## Руководство
Председатели
- Николай Домашкевич (1996—1998)
- Андрей Кобяков (1998—2000)
- Анатолий Тозик (2000—2006)
- Зенон Ломать[бел.] (2006—2010)
- Александр Якобсон (2010—2014)
- Леонид Анфимов[бел.] (2014—2020)
- Иван Тертель (4 июня 2020 — 3 сентября 2020)
- Василий Герасимов (с 3 сентября 2020 — и. о., с 26 января 2021 — председатель КГК[14])

## Структура
Структура КГК имеет областные управления:
- Управление КГК по Брестской области[тарашк.]
- Управление КГК по Витебской области[тарашк.]
- Управление КГК по Гродненской области[тарашк.]
- Управление КГК по Гомельской области[тарашк.]
- Управление КГК по Могилёвской области[тарашк.]
- Управление КГК Минской области[тарашк.]